# Richard Tandy
Richard Tandy, född 26 mars 1948 i Birmingham, West Midlands, död 1 maj 2024, var en brittisk musiker som är mest känd som keyboardspelare i Electric Light Orchestra (ELO). 1968 började han spela med sin gamla klasskamrat Bev Bevan i The Move, först på keyboard men när basisten i bandet (Trevor Burton) skadade axeln spelade Tandy bas tills Burton kunde spela bas igen. När Burton var tillbaka i bandet lämnade Tandy The Move för att ansluta sig till The Uglys.[källa behövs]
Han valdes in i Rock and Roll Hall of Fame i april 2017, som en medlem av ELO.[källa behövs]